# 狩野英孝のきんぐすろーど
『狩野英孝のきんぐすろーど』（かのえいこうのきんぐすろーど）は、2009年10月1日から同年12月24日まで名古屋テレビ（メ〜テレ）で放送されていたお笑い番組である。全13回。

## 概要
狩野英孝が王道を極めたキングを目指すという設定の下、毎回お題として出されることわざを狩野流に解釈し、それらをコントで表現していた。狩野以外にも、毎回アシスタント的な役割の女性2人が出演していた。
放送当時は狩野唯一の冠番組で、狩野は当時キング観光のイメージキャラクターを務めていたことから主演に起用された。番組タイトルはキング観光に因んでおり、タイトルロゴの中に同チェーン店のロゴの一部が使われていた。

## 放送時間
基本的には毎週木曜 25:55 - 25:59 （日本標準時）に放送されていたが、初回のみ25:50から放送された。いずれの回においても番組本編の尺は1分30秒だった。

## 番組アシスタント
| 担当回 | 放送日         | 担当者名               |
| ------ | -------------- | ---------------------- |
| 第1回  | 2009年10月1日  | さくら、丸井千里       |
| 第2回  | 2009年10月8日  | さくら、丸井千里       |
| 第3回  | 2009年10月15日 | 渡辺みき、高杉美和子   |
| 第4回  | 2009年10月22日 | 渡辺みき、高杉美和子   |
| 第5回  | 2009年10月29日 | 高羽えり、美月あかり   |
| 第6回  | 2009年11月5日  | 和合麻美、黒沢裕子     |
| 第7回  | 2009年11月12日 | 黒田としえ、森優子     |
| 第8回  | 2009年11月19日 | 小西絵里沙、七瀬つかさ |
| 第9回  | 2009年11月26日 | 小西絵里沙、七瀬つかさ |
| 第10回 | 2009年12月3日  | 高杉美和子、熊谷麻美   |
| 第11回 | 2009年12月10日 | 高杉美和子、熊谷麻美   |
| 第12回 | 2009年12月17日 | 田島好恵、熊谷麻美     |
| 第13回 | 2009年12月24日 | 田島好恵、黒田としえ   |

| メ〜テレ 木曜25:55枠                                                                 | メ〜テレ 木曜25:55枠                                        | メ〜テレ 木曜25:55枠                            |
| 前番組                                                                               | 番組名                                                      | 次番組                                          |
| ------------------------------------------------------------------------------------ | ----------------------------------------------------------- | ----------------------------------------------- |
| ハチミツとクローバー 〜蜂蜜幸運草〜 （2009年3月26日 - 2009年9月10日） ※25:55 - 26:50 | 狩野英孝のきんぐすろーど （2009年10月1日 - 2009年12月24日） | いい国つくろう! （2010年1月7日 - 2010年4月1日） |